# 중국항천과기집단공사
중국항천과기집단공사(중국어 간체자: 中国航天科技集团公司, 영어: China Aerospace Science and Technology Corporation, CASC)는 중국 우주개발과 항공우주산업 부문의 설계, 제조, 발사, 유지보수 등을 맡는 핵심기업이다. 본사는 베이징에 있다.
중화인민공화국 국무원의 감독을 받는 국유기업인 중앙기업이며 다양한 우주선, 우주발사체과 미사일들을 설계, 개발 및 제조한다. 1999년 7월경 중화인민공화국 항천공업부에서 분리되어 중앙기업으로 설립되었다.

## 역사
1958년 중화인민공화국 국방부 제5연구원이 수립되었으며 초대 소장은 첸쉐썬이 맡았다. 초창기 제5연구소의 주력 연구는 미사일이나 로켓과 같은 전략무기로 양탄일성 연구에 참여했다. 또한 이 연구소는 중국인민해방군 군사공정학원(약칭 합군공) 도탄공정계와 긴밀한 관계를 맺었으며 대부분의 연구원도 이 도탄공정계에서 넘어왔다. 이후 제5연구원은 중화인민공화국 제7공업부와 중화인민공화국 항천공업부로 갈라져서 이어졌다.
1999년 항천공업부에서 분리되어 중국항천과기집단공사가 수립되었다.
2017년 중국항천과기집단공사가 전민소유제기업에서 국유독자유한공사로 전환되었고 중국항천과기집단유한공사(中国航天科技集团有限公司)로 이름이 변경되었다. 국무원국유자산감독관리위원회가 지분 100%인 중앙기업화 된 것으로 본사와 사업분야는 그대로 유지되고 직원도 변동이 없다.
2020년 11월, 미국의 대통령 도널드 트럼프는 미국 기업과 미국 국방부가 중국 인민해방군과 연계되었다고 분류된 기업의 주식 소유를 금지하는 행정명령 제13959호를 내렸으며 여기에는 중국항천과기집단공사가 포함되었다. 2022년 8월에는 미국 상무부의 수출제한 명단(Entity List)에 중국항천과기집단공사 제9학원 제771연구원과 제772연구원이 추가되었다.
2021년에는 중국의 제14차 5개년 계획에서 약 13,000개의 인공위성을 갖춘 지구 저궤도 위성군 2개의 개발을 공개했다.

## 조직

### 대형연구생산연합체
- 중국발사체기술연구원 (CAIT)
- 항천동력기술연구원 (AASPT)
- 중국우주기술연구원 (CAST)
- 항천추진기술연구원 (AALPT, 1958년 베이징에서 같이 설립되었으나 시안시로 이전[10])
- 쓰촨항천기술연구원 (SAAT)
- 상하이항천기술연구원 (SAST)
- 중국항천전자기술연구원 (CAAET)
- 중국항천공기동력기술연구원 (CAAA)

### 전업공사
- 중국위통집단유한공사
- 중국악개집단유한공사
- 중국장성공업집단유한공사
- 중국사유측회기유한공사
- 항천과기술재무유한책임공사
- 항천투자공고유한공사
- 중국국제항천공고유한공사
- 베이징신주항천연건기술유한공사
- 선전항천과기창신연구원
- 동방홍위성이동통신유한공사

### 직속사업단위
- 중국항천계통과학여공정연구원
- 항천표준화여산품보증연구원
- 중국항천과기국제교류중심
- 항천당안관
- 항천통신중심

## 같이 보기
- 중국항천과공집단 (CASIC)